# 朱樹徳
朱樹徳（しゅう じゅとく、チュ・シュドゥ、1913年12月21日 - 1983年12月28日）は、イエズス会士で中国カトリック教会の司祭である。

## 生涯
朱樹徳は若い頃にイエズス会に入り、1945年5月19日に司祭に叙階された。1947年にフランスへ留学し、1949年の秋にソルボンヌ大学で地理学の博士号を取得した。10月19日にイエズス会総長の命令を受けて、香港経由で上海に戻った。その際、彼は手紙でカトリック教会のために、あくまでも中国大陸に戻る覚悟を示した。
| 「 | 当時の空港は、中国大陸から追い立てられて香港に入る人で（いっぱいで）、毎日のその数は計り知れない。だが、香港を出て大陸に入るのは、恐らく私唯一人だろう。私は確かに天下一の大ばか者だ!だが、私は神父であり、帰らなくてはならない。私はイエズス・キリストの教会を代表しており、私がいれば教会はそこにあり、私が上海に留まれば、共産党にカトリックが未だに存在することを知らしめることになる…。 | 」 |

上海では、震旦大学のカトリック学生のチャプレンを担当した。1951年には大学の大部分が政府に接収され、彼は上海の君主堂の主任司祭に転任する。1953年6月15日の夜に逮捕される。1960年3月17日に懲役20年の判決を受け、刑期満了後も安徽省の白湖農場に留まり続けた。1981年11月に再び逮捕され、懲役12年の判決を受ける。1983年12月28日に安徽省合肥市の監獄で世を去った。

## 参考資料
1. ↑  http://www.radiovaticana.org/cinesegb/notiziari/notiz2003/notiz03-12/not12-29.html 热爱一牧一栈，就是热爱教会（纪念方济朱树德神父）]
2. ↑  嚴蘊梁神父：《方尖碑─ 紀念朱樹德神父》、1991年10月初版、ISBN：957-546-146-0